# Bonhommet et Tilapin
Pour les articles homonymes, voir Bonhommet.
Bonhommet et Tilapin est une série télévisée belge de marionnettes diffusée du 18 janvier 1966 à 1971 sur la RTB. Elle fut aussi diffusée en Suisse, et au Québec à partir de l'automne 1973 dans le bloc de programmes Bagatelle à la Télévision de Radio-Canada.

## La série
Les aventures de Bonhommet et Tilapin ont été créées par Renée Fuks, auteur-scénariste, créatrice et animatrice de théâtre pour enfants ainsi que par José Géal, célèbre marionnettiste bruxellois plus connu sous le nom de Toone VII.
L'émission était produite par le Théâtre de l'Enfance et rendue possible grâce à un apport financier de la RTB. Les poupées furent dessinées par José Géal qui interprétait les voix et dirigeait la réalisation. Seule la voix de Bonhommet était celle de la comédienne Jeanne Gil.
Les musiques des génériques et des chansons étaient composées par Georges Dumortier.
Il y eut 340 épisodes (295 en noir et blanc et les 45 derniers en couleurs) qui duraient environ 5 minutes chacun et mettaient en scène plusieurs marionnettes dont Bonhommet, sage garçonnet au visage large et ovale et à la chevelure blonde et frisée et son inséparable ami Tilapin, petit lapin espiègle mais raisonnable. Chaque épisode se terminait par la célèbre phrase de Tilapin « Dormez bien tous les petits lapins! » et le coucher des deux amis sur un fond de musique douce qui invitait les enfants à aller au lit.
Comme Bébé Antoine et Plum-Plum, la série Bonhommet et Tilapin a rythmé les fins de journées de nombreux jeunes téléspectateurs belges des années soixante.

## Les personnages principaux
- Bonhommet
- Tilapin
- Pilouk, le jeune ours blanc
- Moustache, la vieille souris sage
- Allumette, le chien
- Souricette, la jeune souris, insolente nièce de Moustache.

## Dérivés
Plusieurs disques ont été produits ainsi que 7 albums des aventures de Bonhommet et Tilapin pour les maisons d'édition Hemma et Dupuis :
- Bonhommet et Tilapin vous disent Bonsoir.Textes et scénario de Renée Fuks. Dessins de Nicole Nypels. Éditions Hemma, 1966
- Un jour de fête chez Bonhommet et Tilapin. Textes et scénario de Renée Fuks. Dessins de Nicole Nypels. Éditions Hemma, 1966
- Bonhommet et Tilapin-1- Tilapin s'est coupé. Texte de Renée Fuks. Dessins de Philippe Thomas. Éditions Dupuis, 1968. (Collection du Carrousel, 19)
- Bonhommet et Tilapin-2- Les Tulipes de Tilapin . Texte de Renée Fuks. Dessins de Philippe Thomas. Éditions Dupuis, 1968. (Collection du Carrousel, 20)
- Bonhommet et Tilapin-3- Tilapin fait du sport. Texte de Renée Fuks. Dessins de Philippe Thomas. Éditions Dupuis, 1968. (Collection du Carrousel, 24)
- Bonhommet et Tilapin-4- Tilapin fait la lessive. Texte de Renée Fuks. Dessins de Philippe Thomas. Éditions Dupuis, 1969. (Collection du Carrousel, 32)
- Bonhommet et Tilapin-5- Tilapin chez le photographe. Texte de Renée Fuks. Dessins de Philippe Thomas. Éditions Dupuis, 1970. (Collection du Carrousel, 46)

En 2016, à l'occasion du 50e anniversaire, Renée Fuks a publié un livre de souvenirs et d'images avec Le Livre en papier :
- Bonhommet et Tilapin racontés par leur maman de Renée Fuks, Le Livre en papier, 2016